# 中華民國—赤道幾內亞關係
中華民國與赤道幾內亞共和國（簡稱赤幾）無正式外交關係，目前也沒有在對方首都互設具大使館功能的代表機構。對赤道幾內亞的相關事務由駐西班牙台北經濟文化辦事處兼轄。

## 政治

### 外交

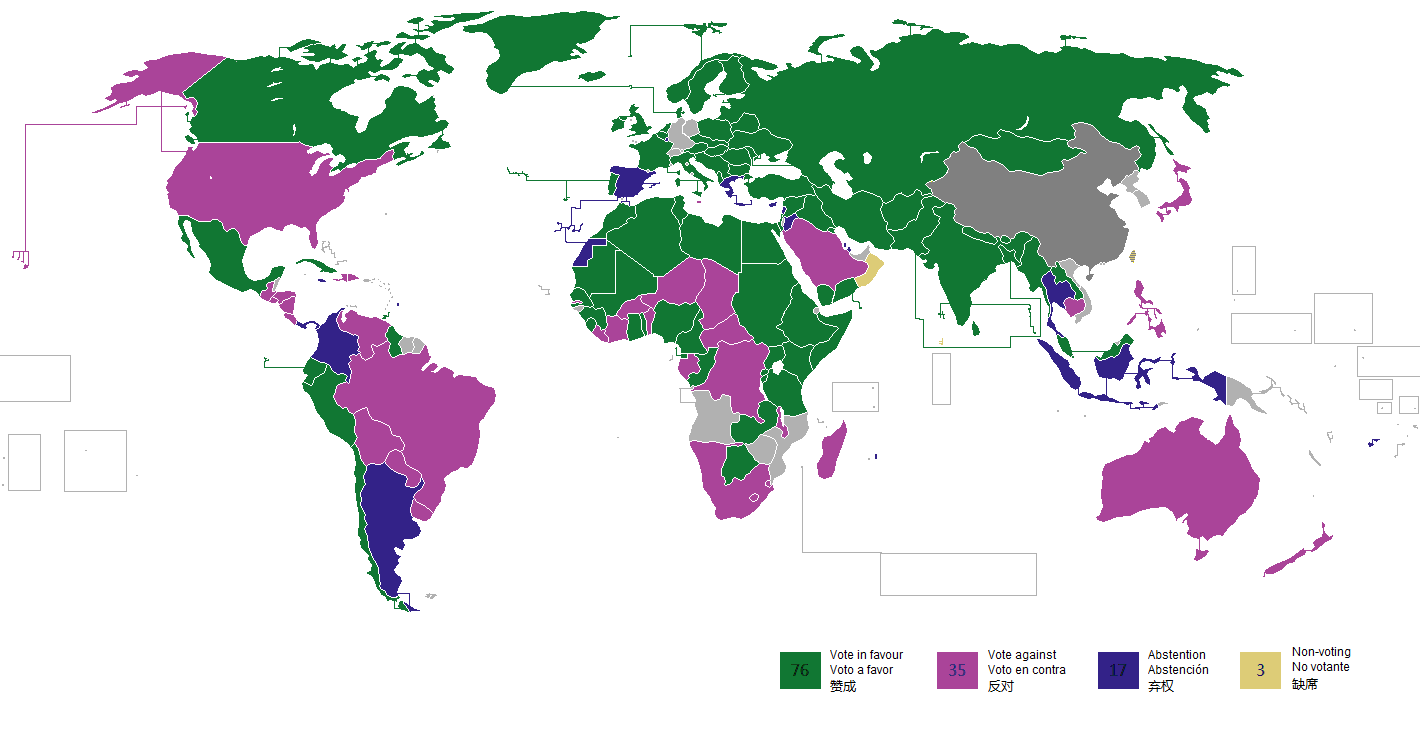
綠色國家表示在1971年的投票中反對中華民國續留聯合國，即《聯合國大會2758號決議》，其中包括赤道幾內亞。

1971年10月25日，第26屆聯合國大會就赤道幾內亞等23國所提出的「恢復中華人民共和國在聯合國的合法權利」議案進行表決。最終以76票贊成、35票反對、17票棄權的結果通過。根據《聯合國憲章》和聯合國大會議事規則，提案通過即成為正式決議，是為《聯合國大會2758號決議》。中華民國、馬爾地夫、阿曼等3國未投票。代表中國正統的中華民國政府，以外交部長周書楷為代表，在表決之前數小時，於大會上主動宣布退出聯合國。日後，中華民國政府將此決議稱為「排我納匪案」。
1990年，中华民国外交部政務次长房金炎出访赤道几内亚，试图促成中華民國與赤道幾內亞建立邦交，但并未成功。

## 經濟

### 貿易
| 年分 | 貿易總額    | 貿易總額   | 貿易總額 | 出口至赤道幾內亞 | 出口至赤道幾內亞 | 出口至赤道幾內亞 | 自赤道幾內亞進口 | 自赤道幾內亞進口 | 自赤道幾內亞進口 | 順逆差 |
| 年分 | 金額        | 年增減     | 排名     | 金額             | 年增減           | 排名             | 金額             | 年增減           | 排名             | 順逆差 |
| ---- | ----------- | ---------- | -------- | ---------------- | ---------------- | ---------------- | ---------------- | ---------------- | ---------------- | ------ |
| 2017 | 488,219     | ▼97.3%     | 200      | 142,211          | ▼5.6%            | 206              | 346,008          | ▼98.1%           | 172              | 逆差▼  |
| 2018 | 654,873     | ▲34.1%     | 198      | 184,629          | ▲29.8%           | 204              | 470,244          | ▲35.9%           | 162              | 逆差▲  |
| 2019 | 68,430,985  | ▲10,349.5% | 91       | 81,836           | ▼55.7%           | 210              | 68,349,149       | ▲14,434.8%       | 72               | 逆差▲  |
| 2020 | 4,060,181   | ▼94.1%     | 168      | 1,730,505        | ▲2,014.6%        | 164              | 2,329,676        | ▼96.6%           | 137              | 逆差▼  |
| 2021 | 10,343,750  | ▲154.8%    | 149      | 243,406          | ▼85.9%           | 198              | 10,100,344       | ▲333.6%          | 111              | 逆差▲  |
| 2022 | 162,031,151 | ▲1,466.5%  | 85       | 398,613          | ▲63.8%           | 188              | 161,632,538      | ▲1,500.3%        | 63               | 逆差▲  |
| 2023 | 2,441,610   | ▼98.5%     | 177      | 199,908          | ▼49.8%           | 201              | 2,241,702        | ▼98.6%           | 140              | 逆差▼  |
| 2024 | 139,973,012 | ▲5,632.8%  | 76       | 212,812          | ▲6.5%            | 203              | 139,760,200      | ▲6,134.6%        | 63               | 逆差▲  |

## 簽證

持中華民國護照的中華民國國民簽證要求分布圖：入境赤道幾內亞可以電子簽證。

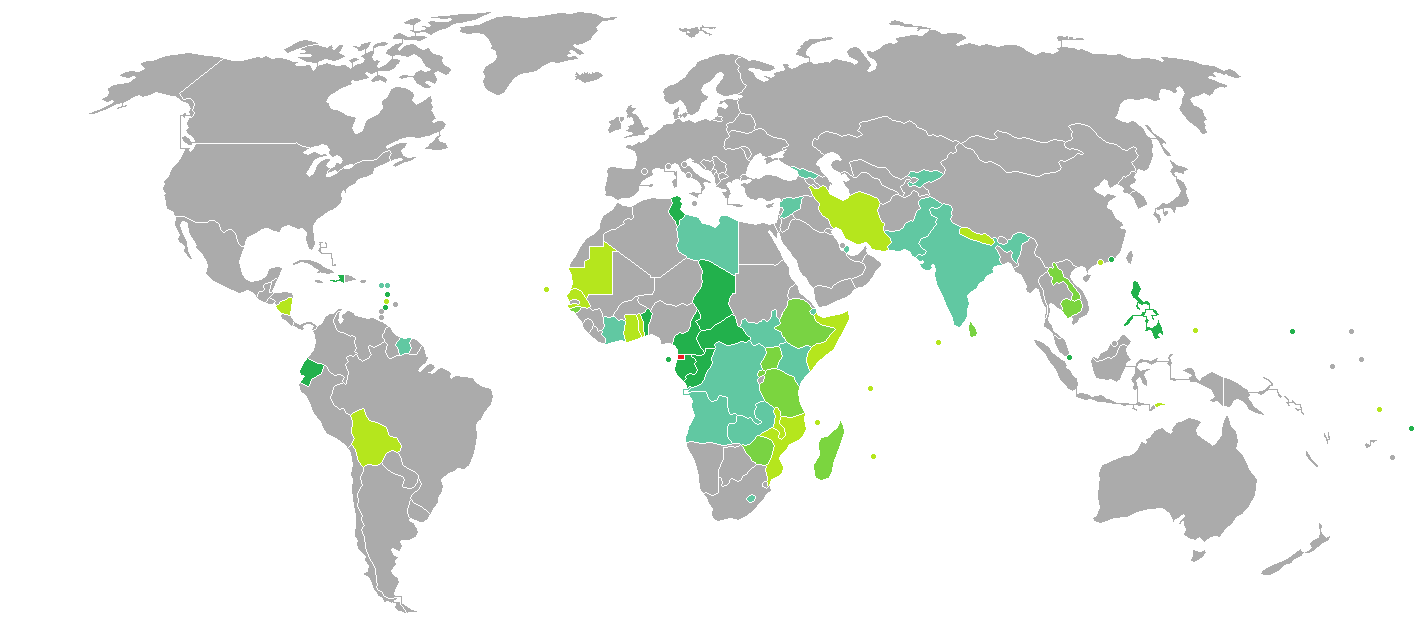
持赤道幾內亞護照的赤道幾內亞人口簽證要求分布圖：入境中華民國需要簽證。

兩國國民皆須申請簽證方可入境對方國家。持中華民國護照與黄热病疫苗接種證明的中華民國國民可申請單次入境最多90天的電子簽證入境赤道幾內亞。
持赤道幾內亞護照的赤道幾內亞國民抵台參加由中央政府機關主辦、協辦或贊助之國際會議、運動賽事、商展或其他活動，亦可以電子簽證入境中華民國，停留最多30天並不得延期。

## 交通

### 航空

#### 客運
兩國無直航班機，可經由（不計航點遠近，截至2023年6月28日）：
- 台北→伊斯坦堡、巴黎、法蘭克福，再轉機前往赤道幾內亞的馬拉博國際機場。

## 外部連結
- 中華民國外交部－赤道幾內亞共和國簡介 （页面存档备份，存于）
- 駐西班牙台北經濟文化辦事處
- 外交部領事事務局－國外旅遊警示分級表
- 中華民國衛生福利部－國際旅遊疫情建議等級
- 中華民國國際經濟合作協會 （页面存档备份，存于）